# 热机

热机工作模式图

熱機，或稱熱引擎（英語：heat engine），是能够将热源提供的一部分熱量转化成为对外输出的机械能之机器。热机对外输出的机械能称为「输出功」。热机的工作模式一般可以简化为热力学循环的模型，热机的种类也按背后不同的热学模型命名，比如卡诺热机、迪塞尔热机等等。此外，按照热源或工作特性，也各自有约定成俗的名称，如柴油机、汽油机、蒸汽机等等。热机可以是开放系统，也可以是封闭系统。热源可以是使用煤的蒸汽炉，汽车发动机的燃烧室，也可以是太阳能的蒸汽炉、地热和核反应堆。热机分为内燃机和外燃机两种。
在工程学和热力学中，热机被简化为一个由高温热源TH，工作系统和低温热源TC（可以看作多余能量的排放处）构成的循环。热量由高温热源传递到工作系统中，一部分通过做功转化为机械能，另一部分传到低温热源。在热源和工作系统之间用来进行能量传递和转化的媒介叫做工作物质。

## 效率
人们一方面利用已经有的热能，或者燃烧燃料来创造热能给热力发动机，而另一方面却在浪费很多的热能，比如很多电厂不得不利用大量的水来冷却。法国工程师尼古拉·卡诺在1824年的研究推出了卡诺定理。这个定理表示即使是一个理想热机，它利用热能转化成机械能的效率也低于100%。这个公式是：
效率 = 有用功/注入系统中的能量

{\displaystyle \eta ={\frac {|W|}{|Q_{hot}|}}}
- 對所有熱機

对一个卡諾熱機来说，这个公式变为：
{\displaystyle \eta ={\frac {|Q_{hot}|-|Q_{cold}|}{|Q_{hot}|}}}
在这里，{\displaystyle Q_{hot}}是高温热源给工作系统的热量，{\displaystyle Q_{cold}}是低温热源给工作系统的热量（是负值）。

熵變化量{\displaystyle \delta S=\delta S_{hot}+\delta S_{cold}={\frac {|Q_{hot}|}{T_{hot}}}-{\frac {|Q_{cold}|}{T_{cold}}}}
- {\displaystyle \delta } 表示變化量

卡諾熱機中之{\displaystyle p-V}圖上之點，最後會回到原來的點，所以
- {\displaystyle \delta S=0}

代入熵變化量式子

{\displaystyle {\frac {|Q_{hot}|}{T_{hot}}}={\frac {|Q_{cold}|}{T_{cold}}}}

{\displaystyle \eta _{C}={\frac {|Q_{hot}|-|Q_{cold}|}{|Q_{hot}|}}=1-{\frac {|Q_{cold}|}{|Q_{hot}|}}}
將上式代入上上式
{\displaystyle \eta _{C}=1-{\frac {T_{cold}}{T_{hot}}}}
- 只適用於卡諾熱機

根据卡诺提出的定理：
{\displaystyle {\frac {Q_{hot}}{Q_{cold}}}\leq {\frac {T_{hot}}{T_{cold}}}}
在这里，{\displaystyle T_{hot}}和{\displaystyle T_{cold}}是温度以卡尔文为单位，等号仅当热机循环是可逆的时候成立。
从而我们可以得出：
{\displaystyle \eta \leq {\frac {T_{hot}-T_{cold}}{T_{hot}}}} 
从这个公式我们可以看出，要得到100%的效率，低温热源需要在绝对零度下，或者高温热源温度无限大。

## 熱機的熱力過程
| 循環                   | 過程：點1-點2 (壓縮) | 過程：點2-點3 (加熱) | 過程：點3-點4 (膨脹) | 過程：點4-點1 (冷卻) | Notes                                                               |
| ---------------------- | -------------------- | -------------------- | -------------------- | -------------------- | ------------------------------------------------------------------- |
| 通常與外燃機相關的循環 |                      |                      |                      |                      |                                                                     |
| 布雷顿循环             | 絕熱                 | 等壓                 | 絕熱                 | 等壓                 | 布雷顿循环的逆过程                                                  |
| 卡诺循环               | 等熵                 | 等溫                 | 等熵                 | 等溫                 |                                                                     |
| Ericsson循环           | 等溫                 | 等壓                 | 等溫                 | 等壓                 | 從1853年開始稱為「第二Ericsson循環」                                |
| 郎肯循环               | 絕熱                 | 等壓                 | 絕熱                 | 等壓                 | 蒸汽机                                                              |
| Scuderi循环            | 絕熱                 | 變壓 變容            | 絕熱                 | 等容                 |                                                                     |
| 斯特林循环             | 等溫                 | 等容                 | 等溫                 | 等容                 |                                                                     |
| Stoddard循环           | 絕熱                 | 等壓                 | 絕熱                 | 等壓                 |                                                                     |
| 通常與内燃機相關的循環 |                      |                      |                      |                      |                                                                     |
| 布雷顿循环             | 絕熱                 | 等壓                 | 絕熱                 | 等壓                 | 喷气发动机 從1833年開始，該循環的外燃機版本稱為「第一Ericsson循環」 |
| 狄塞尔循环             | 絕熱                 | 等壓                 | 絕熱                 | 等容                 | 柴油引擎                                                            |
| Lenoir循环             | 等壓                 | 等容                 | 絕熱                 |                      | 脉冲喷气式发动机 過程1-2完成壓縮和加熱兩個過程                      |
| 奥托循环               | 絕熱                 | 等容                 | 絕熱                 | 等容                 | 汽油引擎                                                            |